# Sredni Sakoekan
De Sredni Sakoekan (Russisch: Средний Сакукан; "Midden-Sakoekan") is een 50 kilometer lange rivier in het zuiden van Siberië. De rivier stroomt door het district Kalar van de Russische kraj Transbaikal en is een zijrivier van de Tsjara binnen het stroomgebied van de Lena. 
De rivier vormt onderdeel van het nationaal park Kodar. Iets zuidelijker stroomt de rivier Verchni Sakoekan.
De naam Sakoekan komt uit het Evenks en betekent iets als "afgelegen plek, onbegaanbaar voor rendieren".

## Geografie
De rivier ontspringt uit een gletsjer op een van de berghellingen van de bergketen Kodar nabij de grens met de oblast Irkoetsk. De Sredni Sakoekan heeft in de bovenloop het karakter van een snelstromende bergrivier met stroomversnellingen en watervallen. De rivier stroomt eerst naar het zuidwesten om vervolgens om een 2000 meter hoge bergtop heen naar het oosten af te buigen, waarbij ze haar weg vervolgt door een breed dal door het gebergte heen. Aan zuidzijde wordt de Marmerkloof gepasseerd: een voormalig Goelagkamp, waar uranium werd gewonnen tussen 1949 en 1951. Rond de rest van de loop van de rivier liggen een groot aantal restanten van bruggen, gebouwen, winterwegen, kunstwerken en andere constructies die samenhingen met dit enorme project. Na ongeveer 28 kilometer bereikt de rivier de Tsjaralaagte, waar deze zich begint te vervlechten. Aan zuidzijde passeert de Sredni Sakoekan de Tsjarazanden om vervolgens ongeveer 2 kilometer ten zuiden van het dorp Tsjara in de rivier de Tsjara uit te stromen.
In de rivier stromen een aantal zijrivieren en beekjes. Van links zijn dit de rivieren Togo, Sjanga en  Chavanga en het beekje Polivanny en van rechts de rivier de Eksa en de bergbeken Baltiejski, Kamenny, Medvezji, Metelny en Zolotoj. Ook het Aljonoesjkameer bij de Tsjarazanden hoort bij het stroomgebied van de rivier.
De rivier is van eind oktober tot halverwege mei bevroren. Tijdens het hoogwater stijgt het peil met 3 tot 5 meter. De rivier is vanwege zijn spectaculaire gezichten en mogelijkheden voor raften populair bij toeristen.

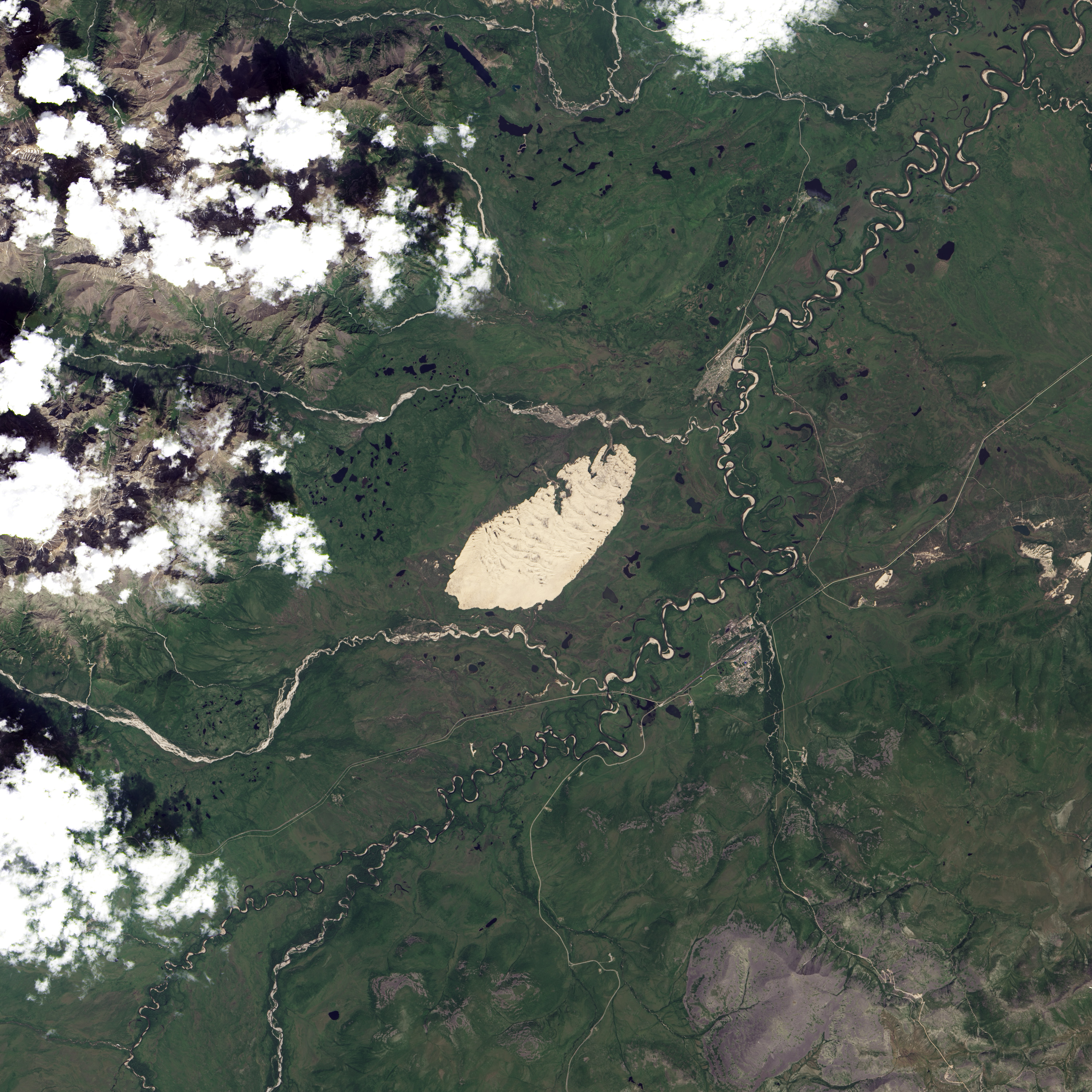
Satellietbeeld (2013) met de Tsjarazanden (witte vlakte), de Verchni Sakoekan (zuidzijde), de Sredni Sakoekan (noordzijde) en de Tsjara (diagonaal van het noordoosten naar het zuidwesten)
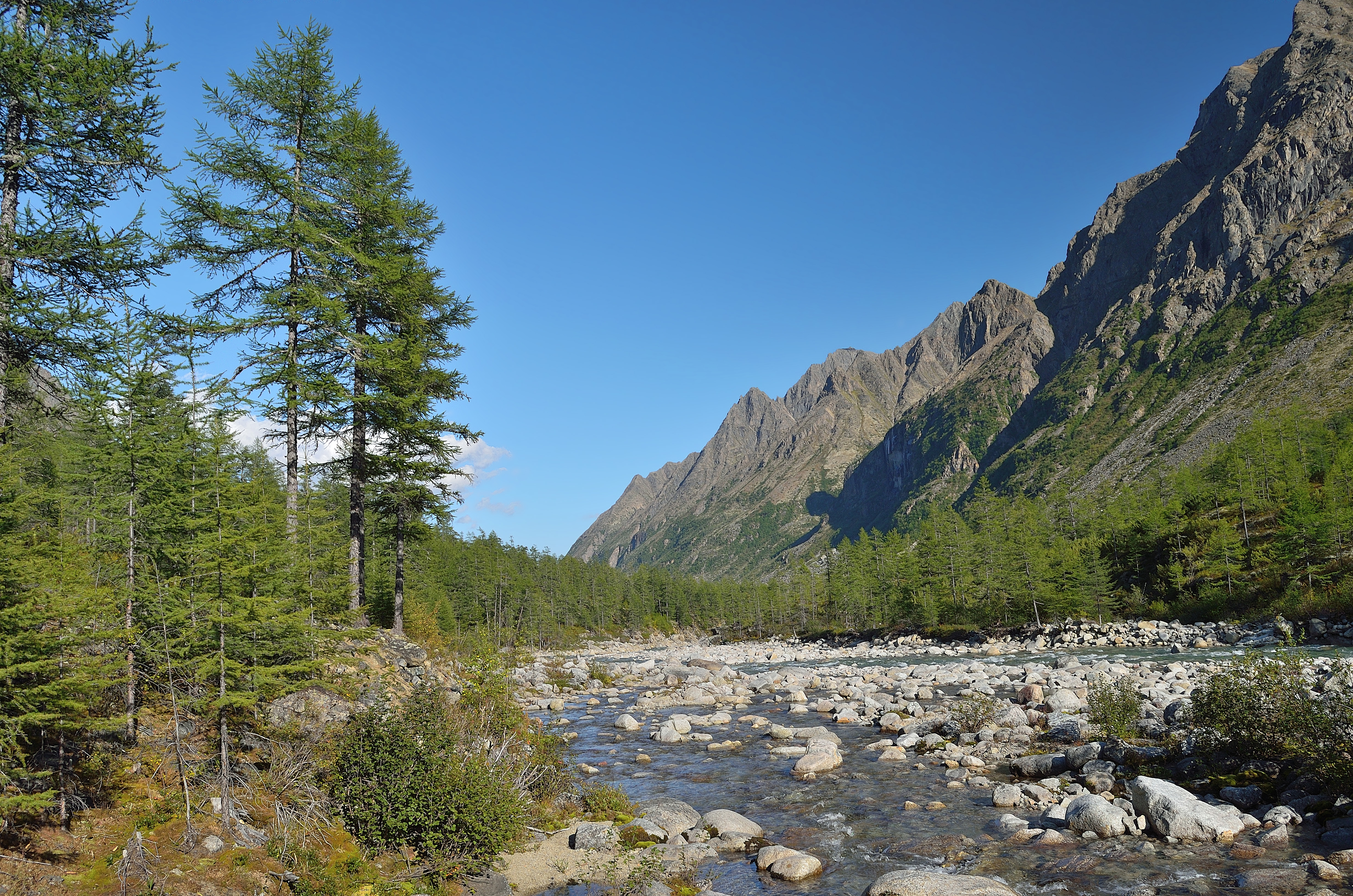
De bovenloop van de rivier nabij een vroeger meteorologisch station stroomopwaarts van de Marmerkloof
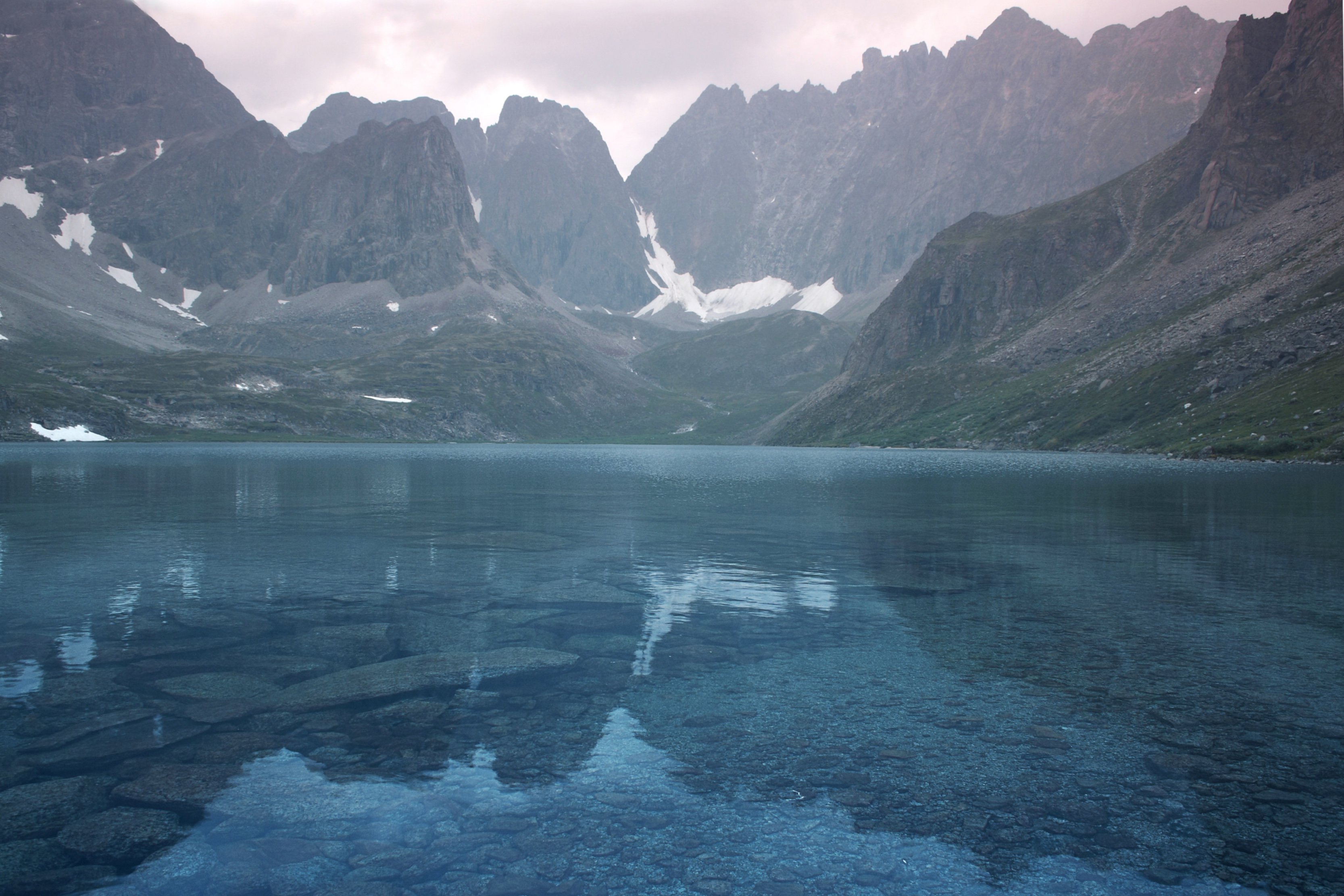
Het Oeglovojemeer in de Kodar aan het bergbeekje Medvezji
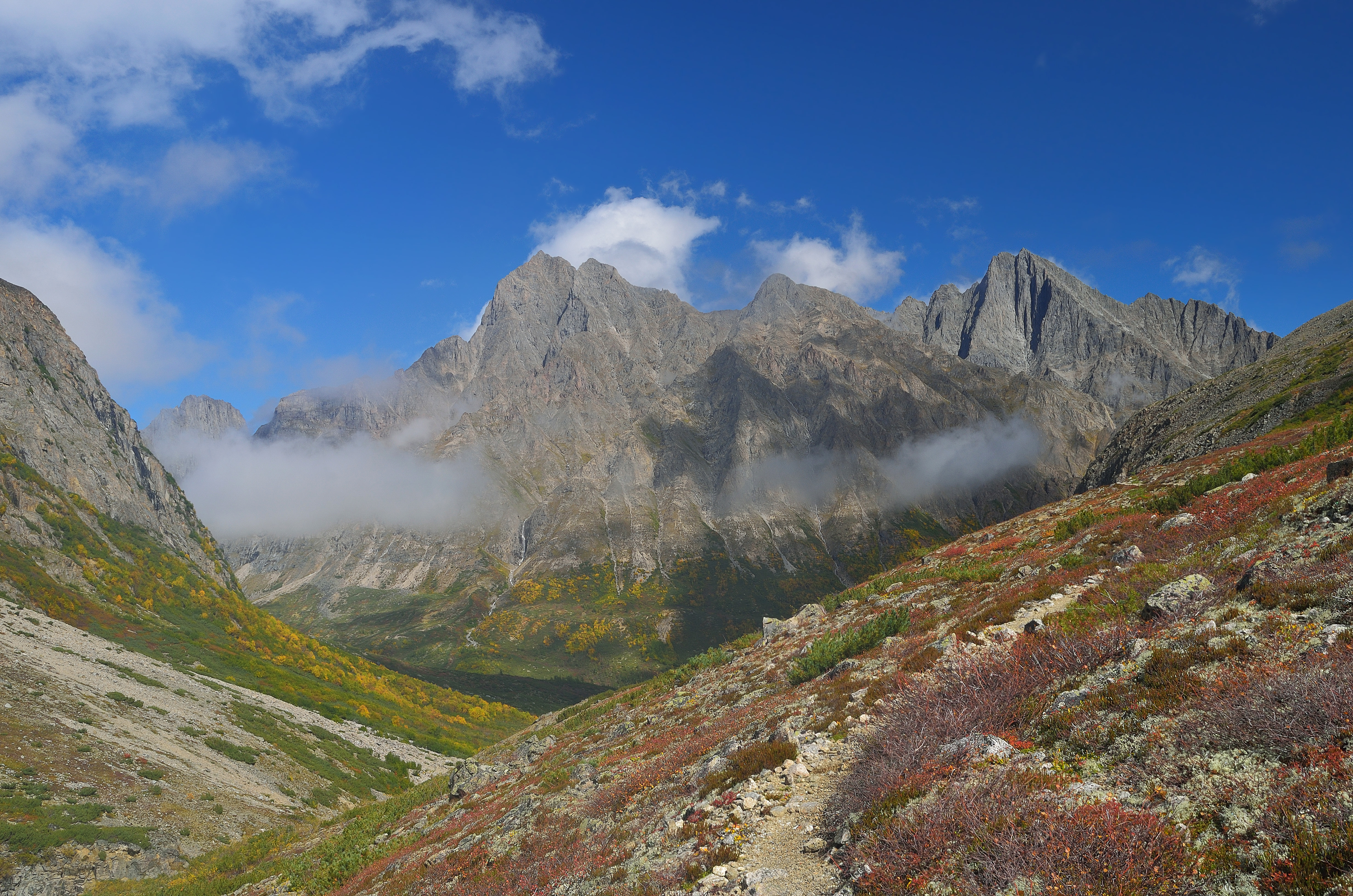
Landschap rond het zijriviertje Medvezji gezien richting de Sredni Sakoekan
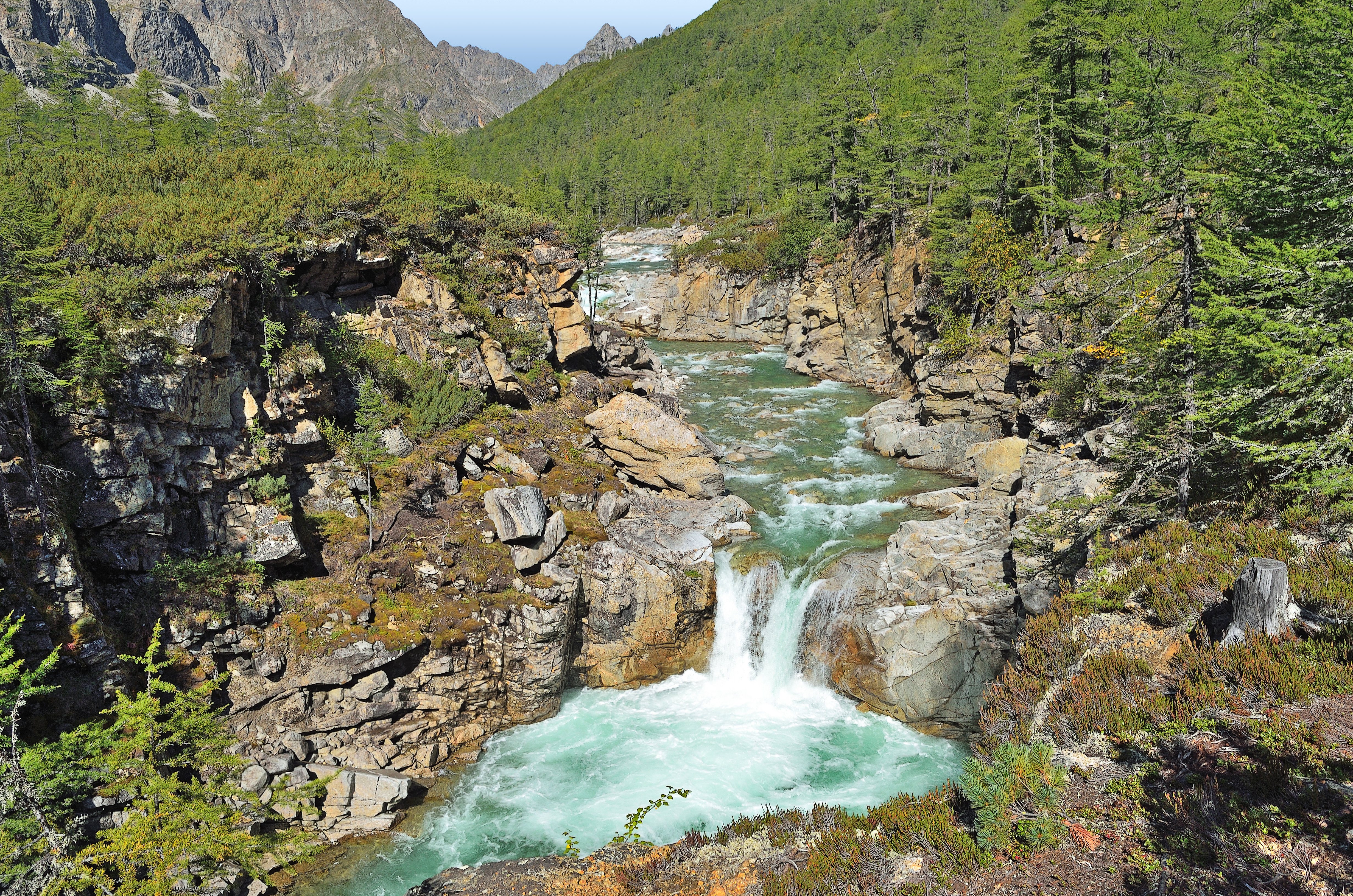
Watervalletje in de rivier tegenover de instroom van het bergbeekje Baltiejski
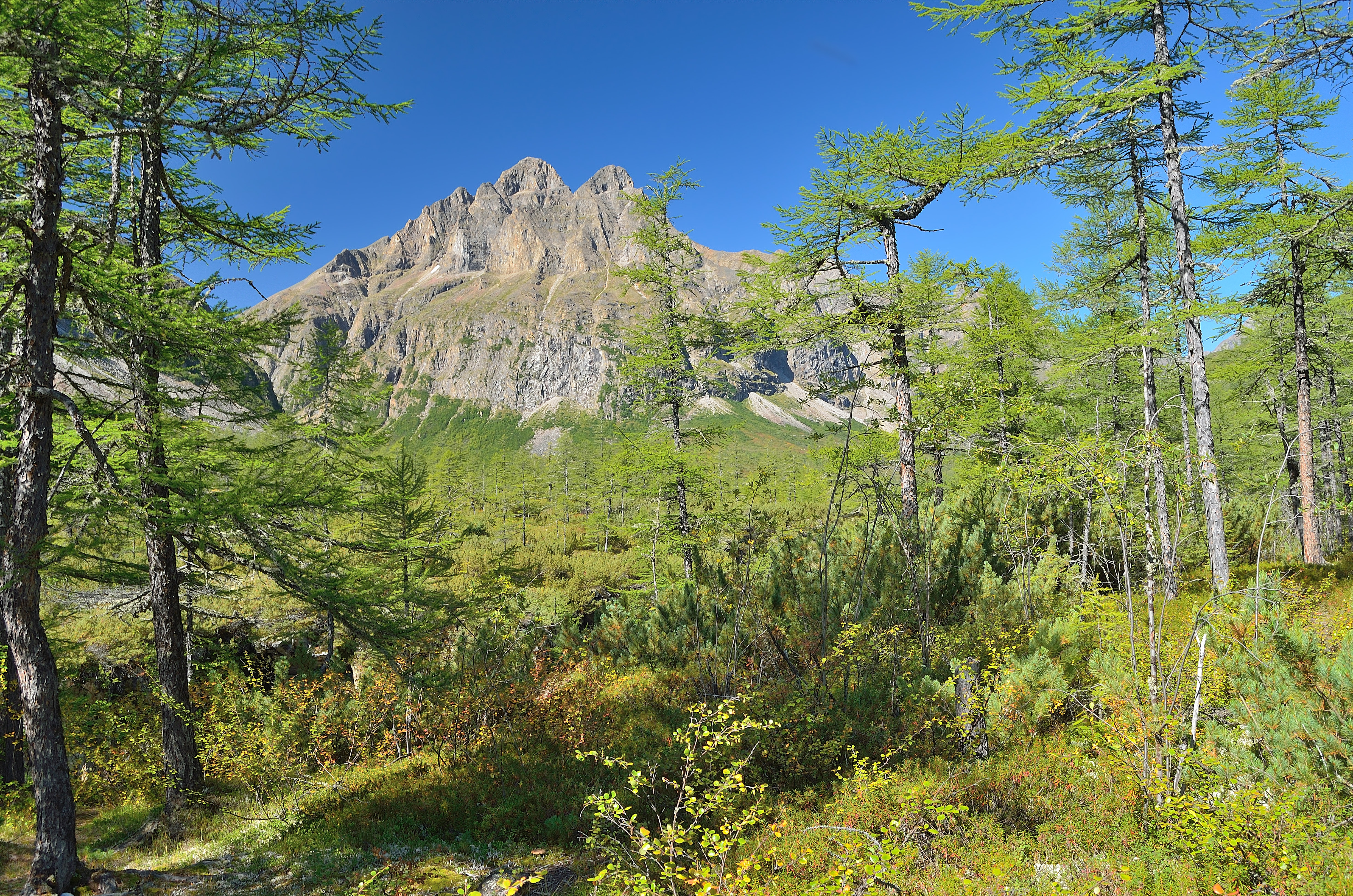
De taiga bij de rivier (onder andere lariksen) met op de achtergrond de bergtop Pik Gljatsiolog
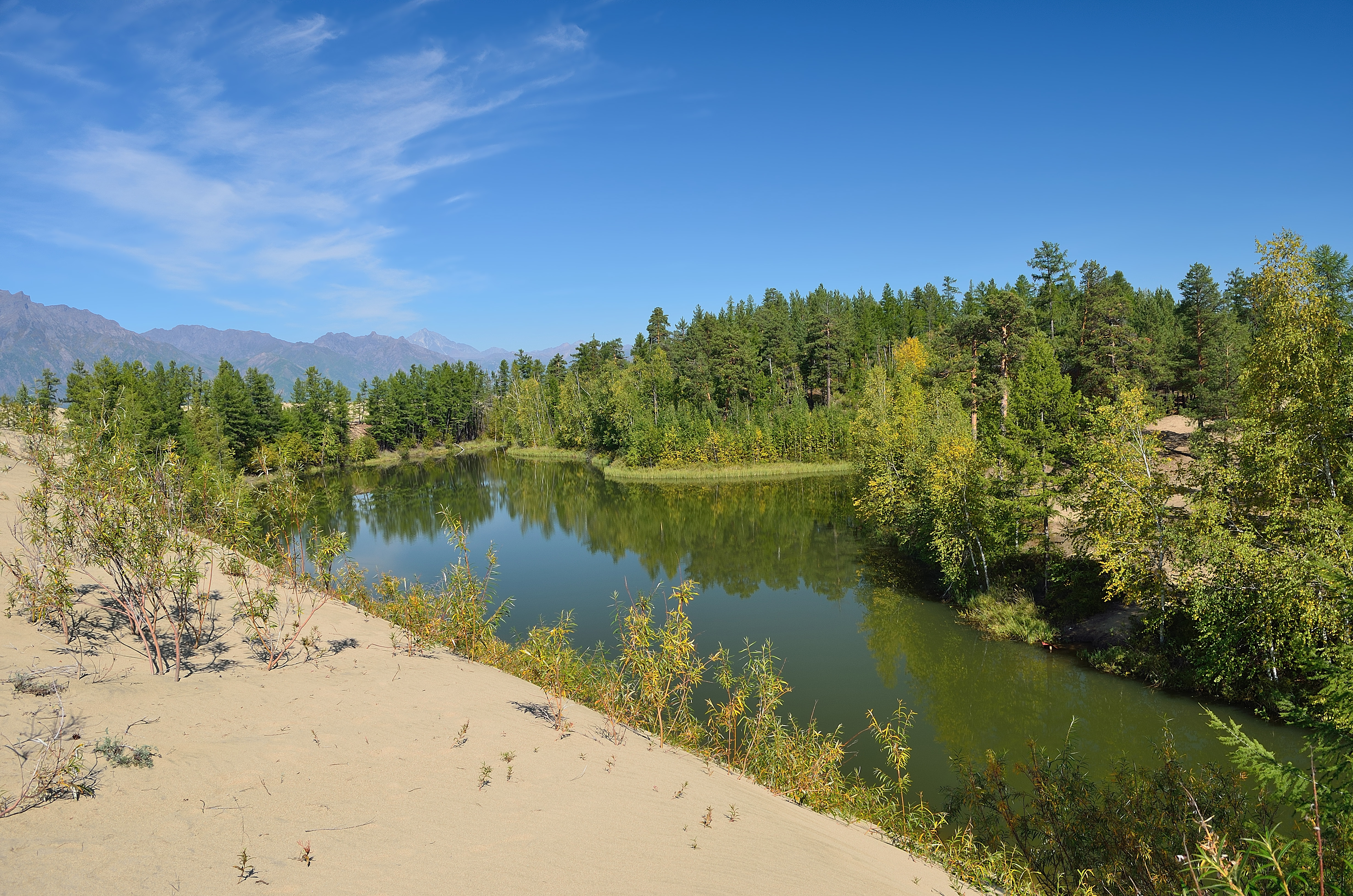
Het Aljonoesjkameer aan de rand van de Tsjarazanden